# Tremithousa
Tremithousa (griechisch Τρεμιθούσα (Πάφου)) ist eine Gemeinde im Bezirk Paphos in der Republik Zypern. Bei der Volkszählung im Jahr 2021 hatte sie 1171 Einwohner.

## Lage und Umgebung

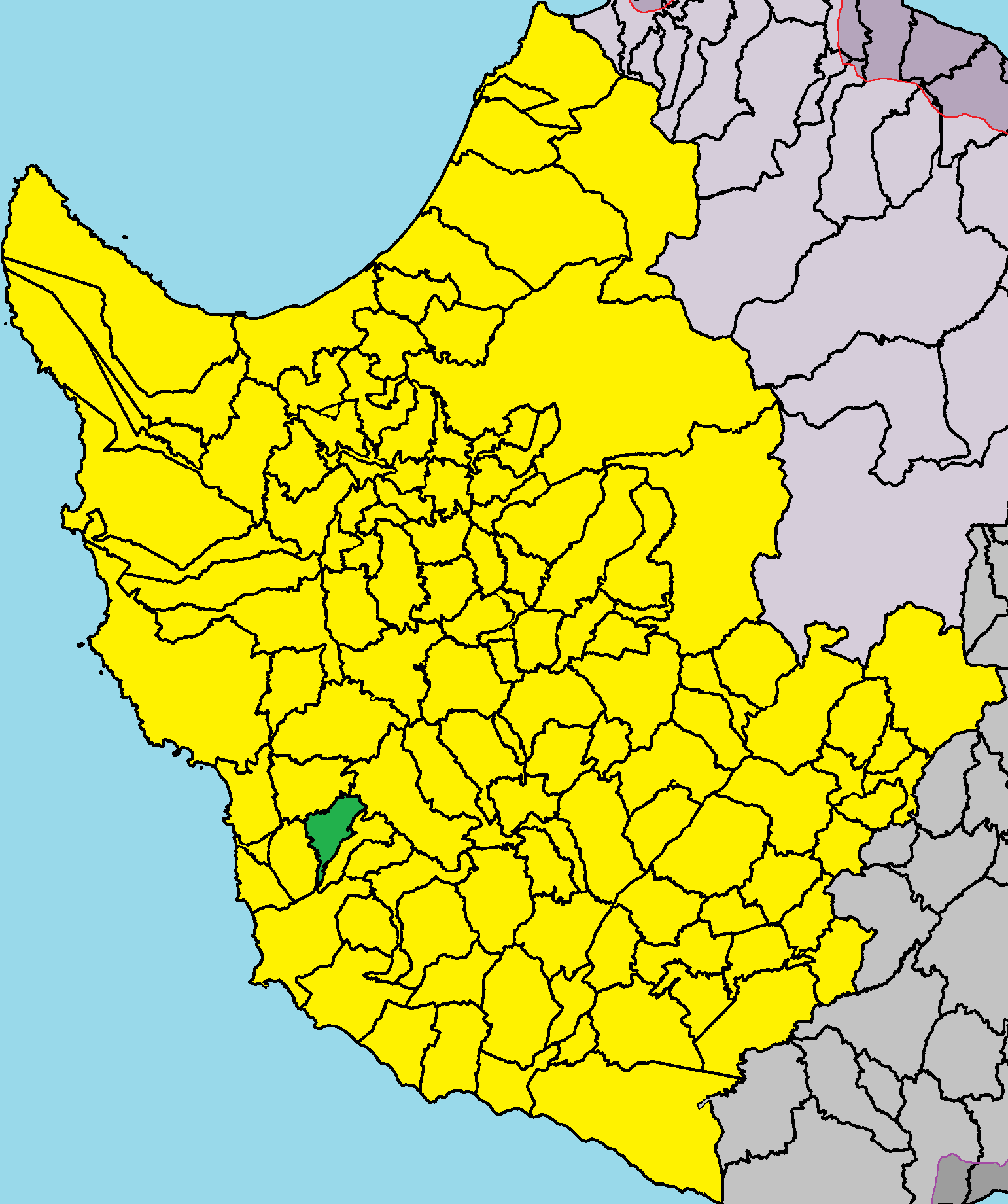
Lage im Bezirk Paphos

Tremithousa liegt im Westen der Mittelmeerinsel Zypern auf einer Höhe von etwa 270 Metern, etwa 7 Kilometer nordöstlich von Paphos, 70 Kilometer nordwestlich von Limassol und 154 Kilometer südwestlich von Nikosia. Das 5,28703 Quadratkilometer große Dorf grenzt im Norden an Tala und Tsada, im Osten an Mesogi, im Süden an Paphos und im Westen an Emba. Das Dorf kann über die B7 erreicht werden.
Die durchschnittliche jährliche Niederschlagsmenge beträgt rund 520 Millimeter. In der Umgebung werden Weinreben, Gemüse, Getreide, Zierpflanzen, Zitrusfrüchte, Mandeln, Walnüsse, Erdnüsse und Hülsenfrüchte (Kichererbsen, Bohnen, Saubohnen und Linsen) angebaut. Geologisch betrachtet wird das Gemeindegebiet von den Sedimenten der Terrassen, den Ablagerungen der Lefkara-Formation (Kreiden, Mergel und Keratolithe), den Ablagerungen der Pachnas-Formation (wechselnde Kreideschichten, Mergel und Sandsteine), den kontinentalen Kalksteinen der Terra-Formation und den Serpentiniten dominiert. Auf diesen Gesteinen entwickelten sich Terra rossa, kalkhaltige Böden und Böden der Mamonia-Formation.

## Geschichte
Tremithousa existierte im Mittelalter, als es während der Frankenzeit verwaltungsmäßig zum Dorf Emba gehörte. Es handelt sich wahrscheinlich um das Dorf, das Thivald Belfarag im Jahr 1375 vom König von Zypern, Peter II., als Belohnung für seine Dienste im Krieg gegen die Genuesen geschenkt wurde.
Es ist jedoch nicht klar, ob es sich wirklich um dieses Dorf handelte oder ob Thivald Belfarag Kokkinotrimithia im Bezirk Nikosia zugesprochen worden war, das damals auch als Trimithousa bekannt war und auf alten Karten als solches markiert ist.

## Bevölkerungsentwicklung
Die folgende Tabelle zeigt die Bevölkerung des Dorfes, wie sie in den in Zypern durchgeführten Volkszählungen erfasst wurde.
| Jahr      | 1881 | 1891 | 1901 | 1911 | 1921 | 1931 | 1946 | 1960 | 1976 | 1982 | 1992 | 2001 | 2011 | 2021 |
| Einwohner | 156  | 196  | 227  | 260  | 298  | 317  | 374  | 418  | 420  | 369  | 393  | 566  | 1041 | 1171 |